# Sirčići
Sirčići este un sat din comuna Pljevlja, Muntenegru. Conform datelor de la recensământul din 2003, localitatea are 21 de locuitori (la recensământul din 1991 erau 28 de locuitori).

## Demografie
În satul Sirčići locuiesc 12 persoane adulte, iar vârsta medie a populației este de 32,0 de ani (29,5 la bărbați și 34,2 la femei). În localitate sunt 4 gospodării, iar numărul mediu de membri în gospodărie este de 5,25.
Această localitate este populată majoritar de sârbi (conform recensământului din 2003).
|  |

| Demografie | Demografie | Demografie |
| An         | Locuitori  | Locuitori  |
| ---------- | ---------- | ---------- |
|            |            |            |
|            |            |            |
|            |            |            |
|            |            |            |
| 1948       | 95         |            |
| 1953       | 102        |            |
| 1961       | 108        |            |
| 1971       | 67         |            |
| 1981       | 35         |            |
| 1991       | 28         | 28         |
| 2003       | 32         | 21         |

| \| Componența etnică conform recensământului din 2003[2] \| Componența etnică conform recensământului din 2003[2] \| Componența etnică conform recensământului din 2003[2] \| Componența etnică conform recensământului din 2003[2] \| Componența etnică conform recensământului din 2003[2] \| \| ----------------------------------------------------- \| ----------------------------------------------------- \| ----------------------------------------------------- \| ----------------------------------------------------- \| ----------------------------------------------------- \| \| \| \| \| \| \| \| Sârbi \| Sârbi \| \| 17 \| 80,95% \| \| Bosniaci \| Bosniaci \| \| 4 \| 19,04% \| \| necunoscută \| necunoscută \| \| 0 \| 0% \| |             |  |    |        |
| Componența etnică conform recensământului din 2003 |             |  |    |        |
| |             |  |    |        |
| Sârbi | Sârbi       |  | 17 | 80,95% |
| Bosniaci | Bosniaci    |  | 4  | 19,04% |
| necunoscută | necunoscută |  | 0  | 0%     |